# リチャード・パチェコ
リチャード・パチェコ Richard Pacheco（本名ハワード・マーク・ゴードン Howard Marc Gordon、1948年5月5日 - ）は、アメリカ合衆国のポルノ男優。
100本以上のポルノ映画・ビデオに出演し、最優秀主演男優賞、最優秀助演男優賞、最優秀監督賞など、複数のポルノ映画の賞を獲得した。彼は1979年に、ハウィー・ゴードン (Howie Gordon) 名義で米「Playgirl」誌のマン・オブ・ザ・イヤーに輝いた。

## 生い立ち
ハウィー・ゴードンは、ペンシルベニア州ピッツバーグで2人の弟とともに正統派のユダヤ人の家庭に育った。彼は1966年にピッツバーグのテイラー・オールダーダイス・ハイスクールを優秀な成績で卒業した。そしてクラスの委員長であった。
彼が初めてポルノ映画に出演したのは、オハイオ州のアンティオーク・カレッジに在学中のことで、学生アマチュア製作映画であった。卒業後彼は仕事を辞め、コミューンに参加するためにカリフォルニア州バークレーに移住した。1971年、彼はコミューンで妻となる女性アシュリーに出会い。2人は1975年に結婚した。

## ポルノ映画歴
1970年代中頃、ゴードンは建設工事現場で5ドルの時給を稼ぎながら、新しい仕事を模索していた。ラビになるために、ハーバード大学の神学科（歴史を学ぶため）、カリフォルニア大学バークレー校の大学院報道学科、ヘブライ・ユニオン・カレッジに出願していた時、1日200ドルのギャラで初のプロフェッショナルなポルノ映画『The Candy Stripers』(1978年公開) のオファーを受けた。これが彼のポルノ映画デビュー作となった。
彼はその最初の映画には「マッキンレー・ハワード (McKinley Howard)」の名で出演し、1980年にアンソニー・スピネリ監督の『私に汚い言葉を云って (Talk Dirty to Me)』に「リチャード・パチェコ」として出演するまで、多数の異なる名前を使用した。『私に汚い言葉を云って』が空前の成功を収めたため、以後彼はこの名を使い続けた。
1984年11月以降、エイズの流行に対する妻の懸念に応え、パチェコはコンドームを付けずにポルノ映画に出演することを止めた。これは大部分のポルノ映画のオファーを犠牲にすることとなり、実質的にポルノ男優としては強制的な引退に追い込まれた。彼は1986年までセックス無しの出演で、またアシスタント・ディレクターとして、ジョン・レスリーのもとで働いた。彼が自身で監督した映画は、1987年のセカが主演した『ダーティ・アクトレス/生好きの女 (Careful, He May Be Watching)』1本のみであるが、この作品は1988年度AVNの最優秀作品賞を、彼自身も最優秀監督賞を獲得した。
彼はポルノ、そしてエイズに関して多くのコラム、記事、レビューを書き、講演している。またポルノ産業界における自叙伝を発表しようと計画している。

## 家族
Playgirl誌で1978年11月のマン・オブ・ザ・マンスに、1979年にマン・オブ・ザ・イヤーになり、フィル・ドナヒュー・ショー (Phil Donahue Show) に出演するという成功を収めたので、パチェコは両親に自分の仕事について話した。
彼と妻は元々浮気公認のオープンな夫婦であったが、子供たちが生まれエイズが脅威となると、オープンではなくなっていった。彼らには1980年代に生まれた子供が3人おり、子供たちにはポルノの仕事はオープンにしている。

## 受賞
- 1980年 AFAA 最優秀助演男優 『私に汚い言葉を云って (Talk Dirty to Me)』[2]
- 1980年 CAFA 最優秀助演男優 『私に汚い言葉を云って』[2]
- 1981年 AFAA 最優秀助演男優 『先天性アクメニアン (Nothing to hide)』（R・ボラとタイ）
- 1981年 CAFA 最優秀主演男優 『先天性アクメニアン』[2]
- 1981年 CAFA 最優秀助演男優 『Dancers』[2]
- 1984年 AFAA 最優秀主演男優 『超次元ポルノラマ/スペシャル・エキス (Irresistible)』[2]
- 1984年 AVN 最優秀主演男優（映画） 『超次元ポルノラマ/スペシャル・エキス』[1]
- 1984年 AVN 最優秀助演男優（映画） 『先天性アクメニアン』[1]
- 1989年 AVN 最優秀助演男優（ビデオ） 『Sensual escape』[1]
- 1989年 AVN 最優秀カップルセックスシーン（ビデオ） 『Sensual escape』（ニナ・ハートレーとともに）[1]
- 1999年 AVN殿堂入り[3]
- 2000年 FSC 生涯功労賞 （アニー・スプリンクルとともに）
- 2006年 XRCO殿堂入り（先駆者として）[4]

### リチャード・パチェコについて
- リチャード・パチェコ - IMDb（英語）
- リチャード・パチェコ - インターネット・アダルト・フィルム・データベース（英語）
- リチャード・パチェコ - アダルト・フィルム・データベース（英語）
- リチャード・パチェコ略歴 LukeIsBack.com（英語）
- "Easy Come, Easy Go" 「Stuff Magazine」2003年2月26日の記事（英語）
- "Ex-porn stars enlisted in AIDS fight" Mike Cassidyによる「Mercury News」2006年4月14日の記事（英語）
- "Ex-porn stars talk sex to Cubberley" 「Stanford Daily」オンライン版、2006年4月17日（英語）
- "Speaker celebrates sexuality" Jessica Royによる「The Daily Bruin」2007年2月16日の記事（英語）

### リチャード・パチェコによる
- Sex Tips From Men Who Ride The Sexual Frontier 「Libido magazine」に寄せたジョー＝アン・ベーカーの著書の書評（英語）
- The Abacus of Limited Desire 「Libido magazine」に寄せた年齢差と性行為に関する2002年12月の記事（英語）